# Освенцим (гміна)
Гміна Освенцим (пол. Gmina Oświęcim) — сільська гміна у південній Польщі. Належить до Освенцимського повіту Малопольського воєводства.
Станом на 31 грудня 2011 у гміні проживало 17637 осіб.

## Площа
Згідно з даними за 2007 рік площа гміни становила 74.47 км², у тому числі:
- орні землі: 61.00%
- ліси: 6.00%

Таким чином, площа гміни становить 18.34% площі повіту.

## Населення
Станом на 31 грудня 2011:
| Опис     | Загалом | Загалом | Чоловіки | Чоловіки | Жінки | Жінки |
| -------- | ------- | ------- | -------- | -------- | ----- | ----- |
| одиниця  | осіб    | %       | осіб     | %        | осіб  | %     |
| все      | 17637   | 100     | 8663     | 49.12    | 8974  | 50.88 |
| міське   | 0       | 100     | 0        |          | 0     |       |
| сільське | 17637   | 100     | 8663     | 49.12    | 8974  | 50.88 |

## Сусідні гміни
Гміна Освенцим межує з такими гмінами: Берунь, Бжеще, Бойшови, Кенти, Лібйонж, Медзьна, Освенцим, Полянка-Велька, Пшецишув, Хелмек.